# Claude Rault

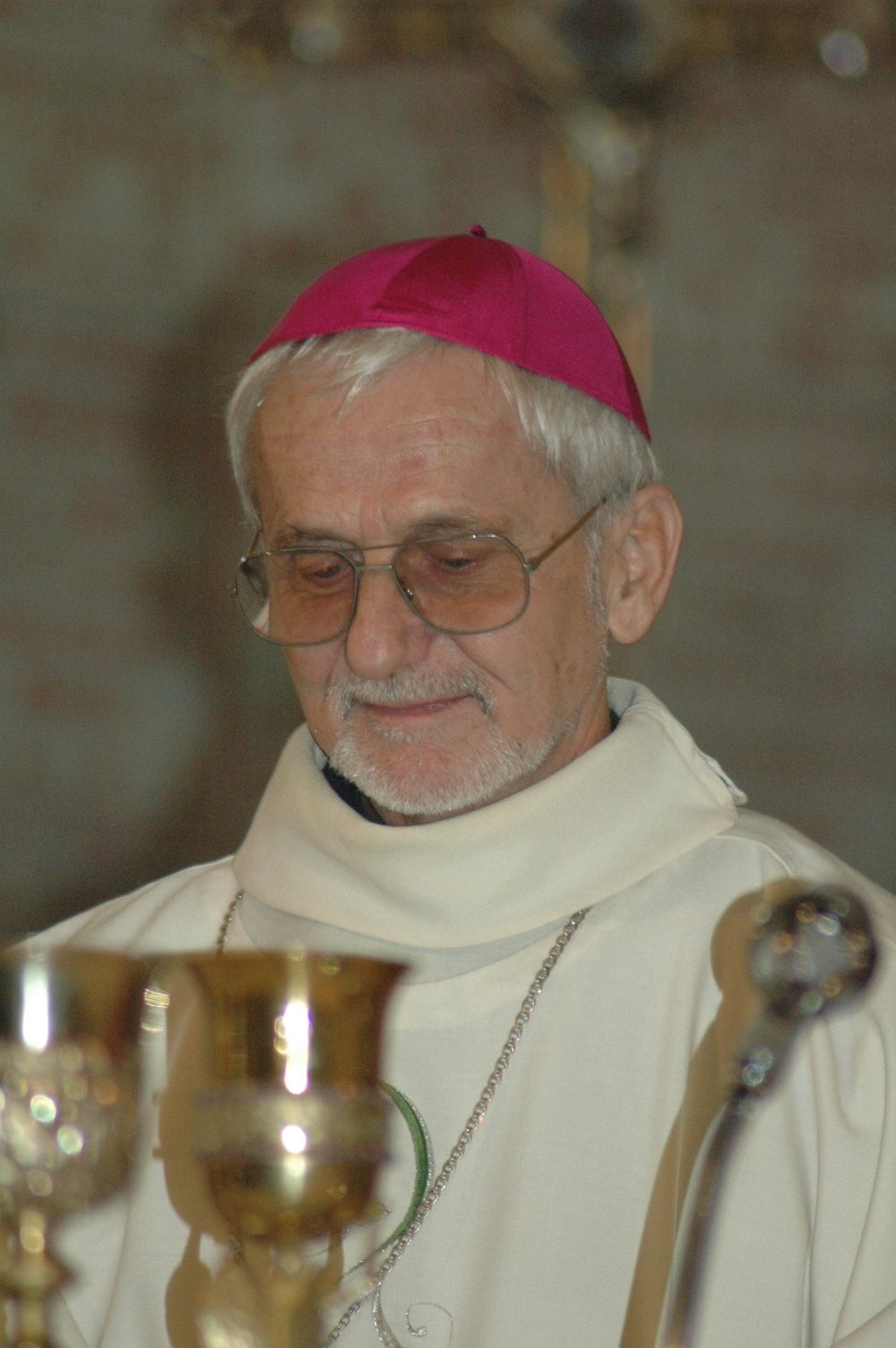
Bischof Claude Rault (2004)

Claude Jean Narcisse Rault MAfr (* 28. November 1940 in Poilly, Département Marne, Frankreich) ist ein französischer Ordensgeistlicher und emeritierter römisch-katholischer Bischof von Laghouat in Algerien.

## Leben
Rault studierte Philosophie am Großen Seminar in Coutances und trat danach in das Noviziat der Weißen Väter in Gap ein. Am 18. Juni 1966 legte er den Missionseid ab und begann danach ein Theologiestudium in Ottawa (Kanada). Seine Ausbildung schloss er am Seminar der Weißen Väter in Vals-près-le-Puy (Frankreich) ab. Am 29. Juni 1968 wurde er in Coutances zum Priester geweiht.
Nach seiner Priesterweihe war er von 1968 bis 1970 Ökonom im Noviziat in Gap. Danach studierte er Arabisch am Päpstlichen Institut für Arabische und Islamische Studien in Rom (1971–1972).
Nach seiner Entsendung in die Diözese Laghouat war er von 1972 bis 1993 als Seelsorger in den Pfarreien Ghardaia, Touggourt und Ouargla tätig. 1987 wurde er Generalvikar der Diözese. Dieses Amt hatte er unter Bischof Michel Gagnon bis 1999 inne. Seit 1999 war er Provinzial der Weißen Väter für Algerien und Tunesien.
Papst Johannes Paul II. ernannte ihn am 26. Oktober 2004 zum Bischof von Laghouat. Die Bischofsweihe spendete ihm der Präsident des Päpstlichen Rates für den Interreligiösen Dialog, Erzbischof Michael Fitzgerald MAfr, am 16. Dezember desselben Jahres. Mitkonsekratoren waren der Erzbischof von Algier, Henri Teissier, und der Bischof von Ségou, Augustin Traoré. Die Amtseinführung im Bistum Laghouat fand drei Tage später statt.
Am 16. März 2017 nahm Papst Franziskus seinen altersbedingten Rücktritt an.